# Karl-Heinz Mauritz
Karl-Heinz Mauritz (* 7. August 1944; † 12. Mai 2023) war ein deutscher Neurologe, Rehabilitationsmediziner und Hochschullehrer. Er war bis 2012 Ärztlicher Direktor und Chefarzt der Neurologischen Abteilung der Klinik Berlin (heute Median Klinik Berlin-Kladow).

## Ausbildung und beruflicher Werdegang
Karl-Heinz Mauritz studierte von 1964 bis 1970 an den Universitäten München und Saarbrücken Medizin und Psychologie und schloss sein Medizinstudium mit dem Staatsexamen ab. Von 1970 bis 1973 arbeitete er als wissenschaftlicher Angestellter am 1. Physiologischen Institut der Saar-Universität und an der Chirurgischen und Medizinischen Universitätsklinik Homburg/Saar, wo er 1973 zum Dr. med. promovierte. Nach kurzer Tätigkeit im Fachbereich Psychologie an der Universität Konstanz war er von 1974 bis 1981 in der Abteilung Klinische Neurologie und Neurophysiologie der Universität Freiburg unter Richard Jung tätig, wo er 1979 die Facharztanerkennung Neurologie erlangte und mit einer Arbeit zur Standataxie bei Kleinhirnläsionen habilitierte.
Es folgten Aufenthalte als Heisenberg-Stipendiat am National Institute of Mental Health in Bethesda, USA (1981–1983), am Zentrum für Querschnittsgelähmte am Cleveland Hospital, USA (1983–1985) und an der Neurologischen Universitätsklinik Düsseldorf unter Hans-Joachim Freund (1985–1986).
Von 1986 bis 1989 war er C4-Professor und Leiter des Rehabilitationszentrums der Universität zu Köln, zugleich Leiter des Instituts für Rehabilitation und Behindertensport an der Deutschen Sporthochschule Köln. Von 1989 bis 2012 war er Ärztlicher Direktor und Chefarzt Neurologie der Klinik Berlin (heute Median Klinik Berlin-Kladow) und zugleich erster deutscher C4-Lehrstuhlinhaber für Neurologische Rehabilitation am Universitätsklinikum Steglitz der Freien Universität Berlin (heute Campus Benjamin Franklin der Charité). Nach seiner Emeritierung leitete er das unter seiner Federführung neu errichtete Zheijang Yada International Rehabilitation Hospital in China.

## Wissenschaftliche Laufbahn
Zu Beginn seiner Laufbahn untersuchte Karl-Heinz Mauritz in klinischen und tierexperimentellen Arbeiten die Organisation der Sensomotorik. Ab Mitte der 80er Jahre wandte er sich der Rehabilitationsmedizin zu und beschäftigte sich zunächst mit der Neuroprothetik bei Querschnittslähmungen. Später konzentrierte er sich auf die Rehabilitation nach Schlaganfall. Zahlreiche moderne Therapieverfahren, wie die gerätegestützte motorische Rehabilitation, das repetitive Training oder das Impairment Oriented Training (IOT) wurden an der Klinik Berlin unter seiner Leitung maßgeblich entwickelt.
Er war Autor von zahlreichen wissenschaftlichen Fachartikeln, war Mitglied des Editorial Boards mehrerer internationaler Fachzeitschriften sowie des Wissenschaftlichen Kuratoriums der Hannelore Kohl-Stiftung und der Stiftung Deutsche Schlaganfall-Hilfe.
Durch die deutschlandweit erstmalige Kombination von klinischer Versorgung und universitärer Anbindung in der Neurologischen Rehabilitation trug Karl-Heinz Mauritz wesentlich zur Akademisierung dieser Disziplin bei. Dieses Modell wurde später von mehreren Einrichtungen übernommen. Er war Gründungsvorstand der Deutschen Gesellschaft für NeuroRehabilitation und des Rehabilitationswissenschaftlichen Verbundes Berlin, Brandenburg und Sachsen. Zudem engagierte er sich in der Entwicklung der Rehabilitation in China und mehreren ehemaligen GUS-Staaten.

## Auszeichnungen
Karl-Heinz Mauritz erhielt zahlreiche nationale und internationale Auszeichnungen und Ehrungen. Er war der einzige deutsche Neurologe, dem sowohl der eher grundlagenwissenschaftlich orientierte Heinrich-Pette-Preis (1980, jetzt Wissenschaftspreis der DGN) als auch der H. J. Bauer-Rehabilitationspreis (2008, jetzt Rehabilitationspreis der DGN und DGNR) der Deutschen Gesellschaft für Neurologie (DGN) / Deutschen Gesellschaft für Neurorehabilitation (DGNR) verliehen wurde. Er war Ehrenvorstand der DGNR und Träger der Goldmedaille des Bunds der Hirnverletzten (jetzt BDH – Bundesverband Rehabilitation).